# Cinetodus
Cinetodus is een geslacht van straalvinnige vissen uit de familie van christusvissen (Ariidae).

## Soorten
- Cinetodus carinatus (Weber, 1913)
- Cinetodus conorhynchus (Weber, 1913)
- Cinetodus crassilabris (Ramsay & Ogilby, 1886)
- Cinetodus froggatti (Ramsay & Ogilby, 1886)